# Diócesis de Argeș
La diócesis de Argeș, de Ardjisch o de Argesch (en latín: Dioecesis Argensis) fue una circunscripción eclesiástica de la Iglesia católica en Rumania. Se trataba de una diócesis latina, sufragánea de la arquidiócesis de Kalocsa. Fue suprimida en 1519.

## Territorio y organización

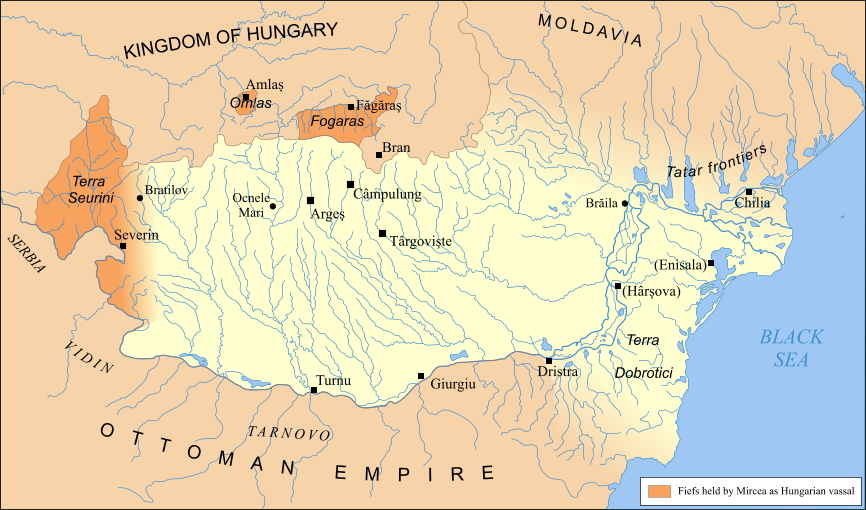
Mapa de Valaquia circa 1390

La diócesis extendía su jurisdicción sobre los fieles católicos de rito latino residentes en parte del Principado de Valaquia.
La sede de la diócesis se encontraba en la ciudad de Argeș (hoy llamada Curtea de Argeș), en donde se hallaba la Catedral de San Nicolás, hoy en ruinas.

## Historia
Tras la actividad misionera llevada a cabo a partir del siglo XIII por las órdenes mendicantes franciscana y dominica, se desarrollaron varias comunidades católicas de rito latino en los territorios de la actual Rumania. Esto condujo a la erección de sedes episcopales, especialmente al sur y al este de los Cárpatos (es decir, en Valaquia y Moldavia), en su mayoría de corta duración.
En el Principado de Valaquia, hacia finales del siglo XIV se erigieron dos diócesis, la de Severino y la de Argeș, erigida por el papa Urbano VI en 1381. La diócesis era sufragánea de la arquidiócesis de Kalocsa.
Tras el avance del Imperio otomano en la región, después de ser una de las ciudades valacas más importantes durante los siglos XIV y XV, la ciudad de Argeș comenzó a decaer económicamente a principios del siglo XVI después de que la capital de Valaquia se trasladara a Târgoviște. La sede episcopal ortodoxa también fue trasladada a Târgoviște en 1517, y la católica fue definitivamente abolida en 1519.

## Episcopologio
- Nicola Antonio, O.P. † (9 de mayo de 1381-? falleció)
- Giorgio, O.E.S.A. † (15 de marzo de 1394-?)
- Andrea † (2 de noviembre de 1396-?)
- Francesco † (12 de mayo de 1399-?)
- Giovanni † (? falleció)
- Giorgio Giovanni † (20 de febrero de 1402-? falleció)
- Giovanni di Antiquavilla, O.S.B. † (28 de noviembre de 1418-? falleció)
- Paolo Pietro † (5 de mayo de 1421-1438 depuesto)
  - Giovanni di Ragusa, O.P. † (1438-?) (antiobispo)[nota 1][1]
- Giacomo Richer, O.P. † (24 de abril de 1458-? falleció)
- Raimondo Barenfuss, O.Cist. † (21 de abril de 1466-?)
- Paolo † (11 de abril de 1480-?)
- Andrea † (2 de abril de 1495-? falleció)
  - Dionigi di Gaylo † (29 de octubre de 1512-?) (obispo titular?)